# Knanayas

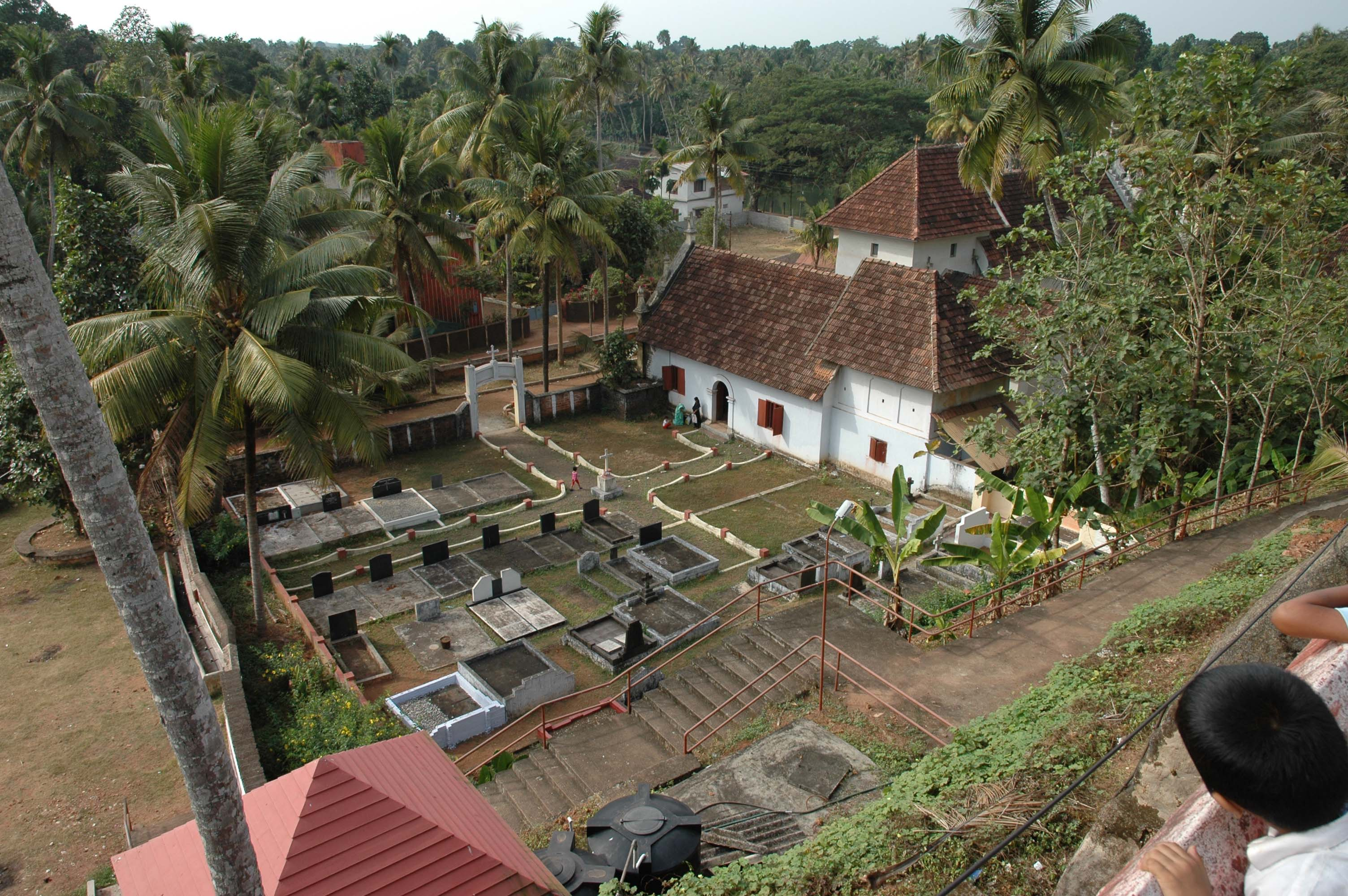
Église et cimetière knanaya à Valiyapally, Kottayam

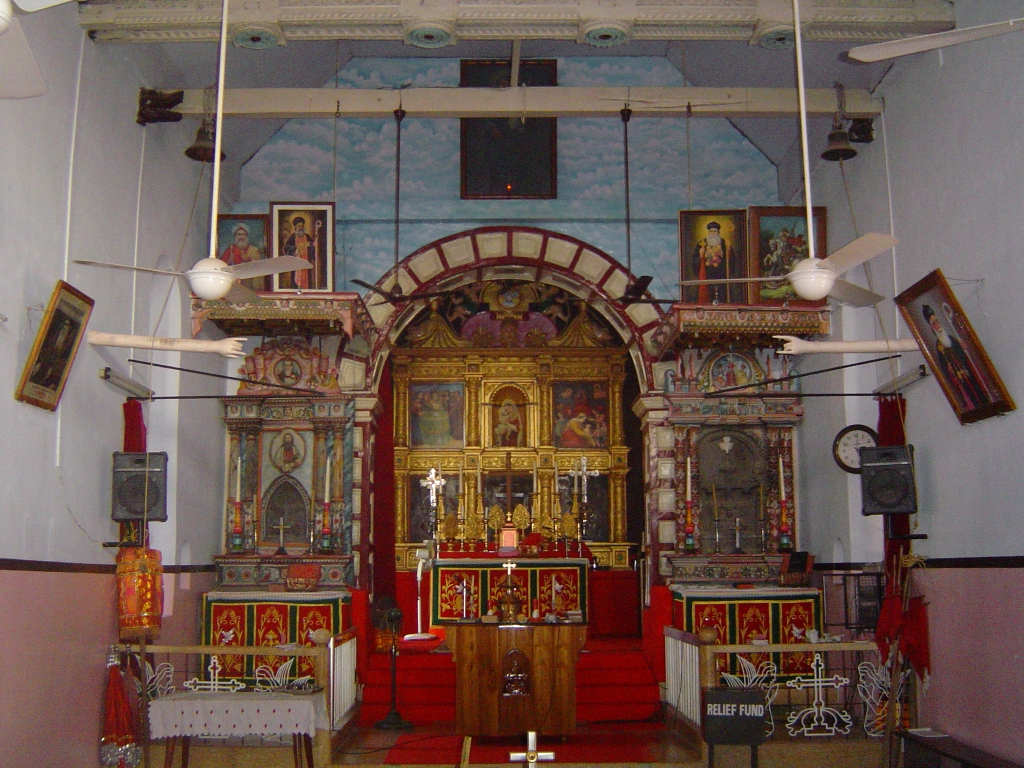
Intérieur de l'église (orthodoxe) knanaya de Thazhathangadi, Kottayam

Les Knanayas ou Knananites forment une communauté religieuse et culturelle spécifique parmi les chrétiens de saint Thomas du  sud de l'Inde.

## Histoire
Leur origine serait celle d'un groupe d'immigrants judéo-chrétiens arrivés en 345 du sud de la Mésopotamie dans le port de Cranganore .

## Organisation
- Archidiocèse syro-malabare knanaya de Kottayam sous la juridiction du primat de l'Église catholique syro-malabare.
- Archidiocèse syro-malankare orthodoxe knanaya sous la juridiction direct[1] du  primat de l'Église syriaque orthodoxe.